# Willem Sassen
Willem Sassen (* 16. April 1918 in Geertruidenberg; † 2001 in Chile) war ein deutsch-niederländischer Nationalsozialist, NS-Propagandist und SS-Mann. Er wurde in den späten 1950er Jahren bekannt als Interviewer von Adolf Eichmann, einem der Hauptverantwortlichen für die Organisation des  nationalsozialistischen Völkermords an den europäischen Juden.

## Leben
Willem Sassen studierte nach seinem Schulabschluss Rechtswissenschaften im belgischen Löwen und Gent. Aufgrund seiner Aktivitäten für die rechtsextreme flämische Organisation DeVlag wurde er des Landes verwiesen und musste sein Studium abbrechen. Zu Beginn des Zweiten Weltkriegs war Sassen Soldat in der Niederländischen Armee. Nach der Okkupation der Niederlande geriet er kurzzeitig in deutsche Kriegsgefangenschaft, wurde jedoch freigelassen.
Im Anschluss meldete Sassen sich freiwillig zur 5. SS-Panzer-Division „Wiking“. Er wurde SS-Kriegsberichterstatter bei der Panzertruppe; nach einer Verwundung wurde er 1943 Mitarbeiter des Senders Stimme der SS in Belgien und den Niederlanden. Im Oktober 1944 wurde Sassen Chefredakteur der Zeitung De Telegraaf (De Courant Nieuws van de Dag). Er stieg zum SS-Untersturmführer auf. In der SS-Standarte Kurt Eggers lernte er vermutlich auch Henri Nannen kennen. Ende 1944 arbeitete Willem Sassen für Het Laatste Nieuws im Osten der Niederlande. Zusammen mit seinem Bruder Alfons Sassen war er aktiver NS-Propagandist in den besetzten Niederlanden.
Am Kriegsende gehörten die Brüder Sassen zu einer Einheit der Organisation Werwolf (R-Netz). Willem Sassen war Leiter der Gruppe Neurop (Neu-Europa) in Utrecht. Nach der Kapitulation Deutschlands flohen die Brüder Willem und Alfons Sassen nach Alkmaar, wo sie von der britischen Field Security Section verhaftet wurden.
Aus dem Internierungslager konnte er nach Antwerpen (Belgien) fliehen und sich Dokumente auf den Namen „Albert Desmedt“ besorgen, der mit seiner Familie Opfer des Holocaust geworden war. Als seine Tarnung als „überlebender Jude“ aufflog, wurde er in die Niederlande abgeschoben, konnte jedoch erneut fliehen. Ein alter Freund, Anthony Mertens (Redakteur des Wochenblattes De Linie), verschaffte ihm Kontakt zur „Katholiken-Runde“ fanatischer klerikaler Nationalsozialisten. Der frühere SS-Mann Karl Breyer, der nunmehr Journalist war, hatte einen Ausweis von einem Angestellten der Zeitschrift De Linie gestohlen. Mit den neuen Papieren floh Willem Sassen als „Jack Jansen“ im Mai 1947 mit der KLM nach Dublin. Im September 1948 floh er mit seiner Freundin Miep van der Voort, seiner Tochter, dem früheren U-Boot-Kommandanten Schneider sowie einigen SS-Leuten und NS-Kollaborateuren auf dem Ozeanschiff Der Adler nach Argentinien.
Willem Sassen hatte 1940 Paula Fisette geheiratet, mit der er einen Sohn hatte, wurde geschieden und heiratete danach Miep, mit der er zwei Kinder hatte. Die Tochter Saskia Sassen (* 1947 in Den Haag) ist eine bekannte amerikanische Soziologin und Wirtschaftswissenschaftlerin. In den 1970er Jahren heiratete Sassen in Argentinien zum dritten Mal, und zwar Els Delbaere, mit der er ein weiteres Kind bekam.
Nach seiner Flucht arbeitete Willem Sassen als Journalist für El Lazo (De Schakel) und für den Dürer Verlag des rechtsextremen Verlegers Eberhardt Fritsch. Zudem schrieb er für Die Freie Presse von Wilfred von Oven, einem hohen Mitarbeiter Joseph Goebbels’, und für den Stern von Henri Nannen. Im Impressum des Stern war er 1959 unter einem Pseudonym auch als Korrespondent für Südamerika verzeichnet. Außerdem wurde er Ghostwriter für den prominenten Schlachtflieger Hans-Ulrich Rudel und für Adolf Eichmann.
In den 1960er Jahren vermittelte Rudel Willem Sassen Kontakte zur MEREX AG, einer von dem früheren SS-Mann Gerhard Mertins gegründeten Waffenexportfirma. Als deren Vertreter wurde er Waffenhändler in Argentinien. Sein Bruder war der Vertreter in Ecuador. Er war 1951 über La Coruña (Spanien) nach Ecuador geflohen. Die ältere Schwester Maria Burk Sassen, früher Agentin des Reichssicherheitshauptamtes, war 1950 über Rom (sogenannte Rattenlinie) geflohen.
In den 1970er Jahren arbeitete Willem Sassen unter anderem als PR-Berater für den chilenischen Diktator Augusto Pinochet und den Diktator Paraguays, Alfredo Stroessner.

## Eichmann-Interviews
In Argentinien – Fluchtpunkt vieler ehemaliger Nationalsozialisten – fand Sassen schnell Anschluss und traf Adolf Eichmann, mit dem er ein Buchprojekt über dessen Tätigkeit im Reichssicherheitshauptamt besprach. In diesem Zusammenhang kam es über vier Jahre hinweg (1956–1960) zu regelmäßigen Treffen der beiden zusammen mit anderen geflohenen Nazis wie Ludolf-Hermann von Alvensleben und dem Leiter des SD in Wien, Dr. Ernst Chlan, alias Dr. Langer. Aufgenommen wurden 1957 über 73 Tonbänder. Sassen bewahrte sowohl einige Tonbänder dieser Gespräche als auch Abschriften der von Eichmann korrigierten Transkripte auf. Nach der Entführung Eichmanns nach Israel verkaufte Sassen einen großen Teil der Abschriften an die Zeitschriften Time/Life (Vereinigte Staaten) und Stern (Deutschland). Andere Teile gelangten auf anderem Weg nach Deutschland und auch zu Fritz Bauer. 1979 übergab Sassen die Bänder und Abschriften, die er noch hatte, Eichmanns Witwe Vera. Rudolf Aschenauer gab 1980 eine Auswahl unter dem Titel „Ich, Adolf Eichmann. Ein historischer Zeugenbericht“ heraus, jedoch ohne Nennung von Sassen im Vorwort.
Guido Knopp verwendete 1996 als Erster die wiedergefundenen Tonbänder in seiner Eichmann-Dokumentation Der Vollstrecker der Serie Hitlers Helfer und spielte Ausschnitte. Ausschnitte der Sassen-Tonbänder, die die Wannseekonferenz betreffen und bei Eichmanns Jerusalemer Prozess vorgespielt wurden, sind auch im Dokumentarfilm Ein Spezialist (1999) von Eyal Sivan zu hören, der aus den originalen Videoaufzeichnungen des Prozesses besteht. 2015 publizierte der Schweizer Tages-Anzeiger einen längeren Ausschnitt der Tonbänder und machte so Eichmanns Aussagen im Originalton für ein breiteres Publikum verfügbar.
Ein Teil von Sassens Interviews mit Eichmann wird im deutschen Spielfilm Eichmanns Ende – Liebe, Verrat, Tod, einem Doku-Drama von Raymond Ley aus dem Jahr 2010 – unter Übernahme von Originaltexten der ausgewählten Interviews – nachgestellt. Willem Sassen wird in diesem Film von Ulrich Tukur dargestellt.
Bettina Stangneth benutzte die Interviews intensiv für ihre Studie Eichmann vor Jerusalem (2011). 2022 bildeten sie die Grundlage für den israelischen Dokumentarfilm The Devil’s Confession: The Lost Eichmann Tapes von Yariv Mozer.

## Werke
- Die Jünger und die Dirnen (unter dem Pseudonym Willem Sluyse). Editorial Dürer, Buenos Aires 1954.